# 神经语言学

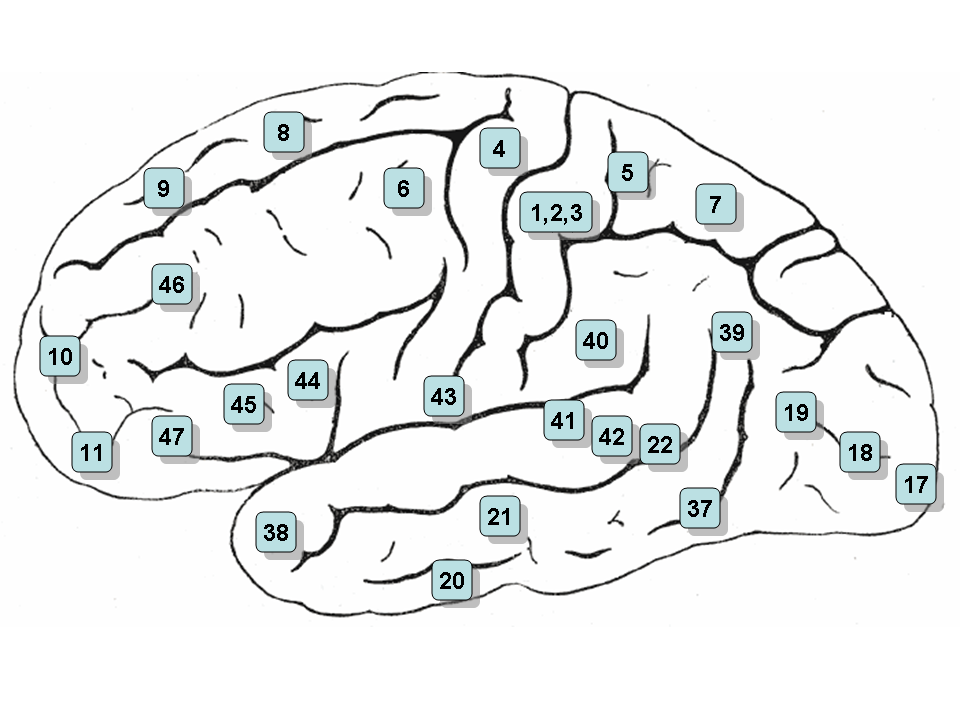
人類大腦的表層，標上編號的是布洛卡區。

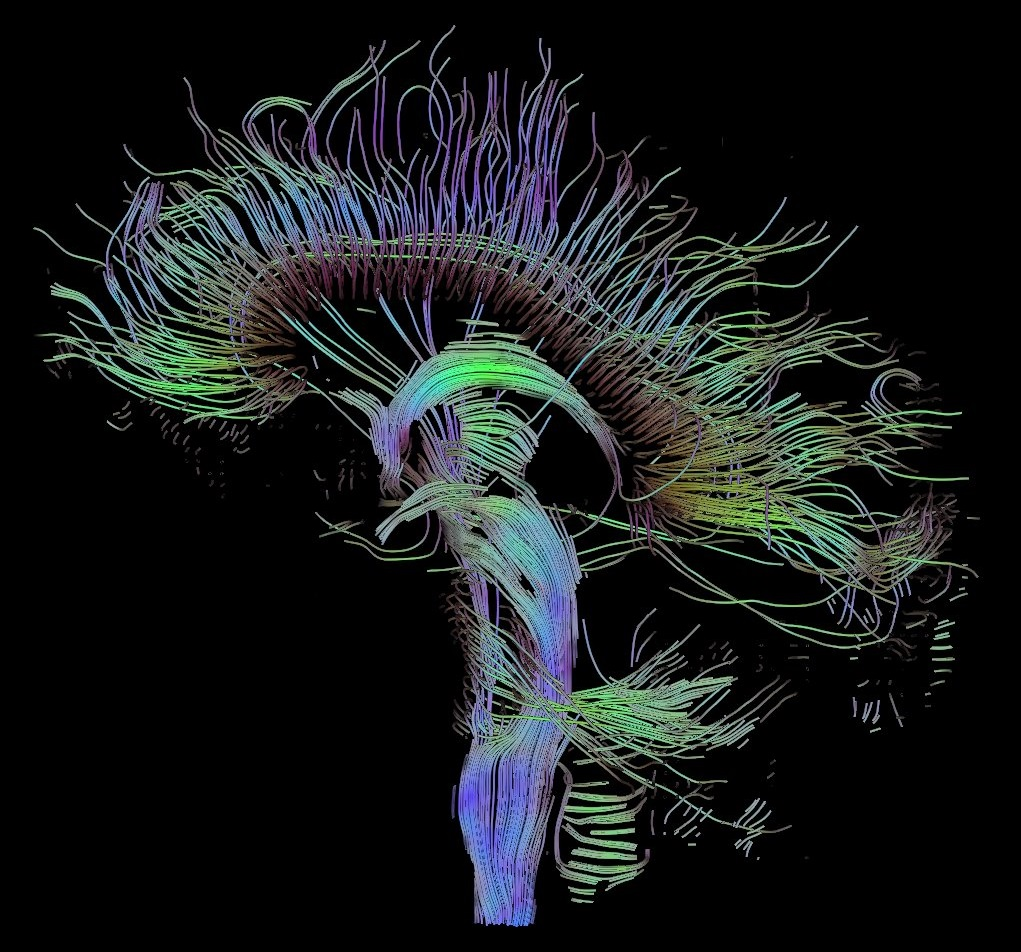
透過擴散張量磁振造影呈現出的大腦中的神经通路。

神經語言學是人類大腦神經對於語言的理解，產出和習得之研究。作為一個跨學科領域，神經語言學運用了來自不同領域的方法，如神经科学、语言学、认知科学、神經生物學、溝通障礙、神经心理学和计算机科学的方法和理論。不同背景的研究人員被吸引而來，帶來各種實驗技術以及廣泛的理論觀點。在神經語言學中有許多成果是來自心理語言學和理論語言學的模型，而這些模型著重在大腦如何執行理論和心理語言學提出的語言產出與理解所必需的過程。神經語言學家研究由大腦處理語言信息的相關生理機制，並藉由失語症、腦成像、電生理、和計算機建模，來評估語言學和心理語言學理論。

## 歷史

布罗卡区和韋尼克區，两者通过弓状束相连。

神經語言學始於19世紀起對失語症，語言障礙和腦損傷的研究。失語症研究試圖找出腦損傷和語言處理的關聯性。第一個將特定大腦區域和語言處理連結起來的人是法國外科醫生保罗·布罗卡，他對許多生前有語言障礙者進行屍檢，發現他們大多有腦損傷或病灶  於左側額葉，這個區域現在被稱為布若卡氏区。在19世紀初顱相學家宣稱不同腦部區塊有不同的功能，而語言大部分是由腦的額葉區域控制，但布羅卡的研究可能是第一個提供證據證實這樣的關係，這個發現對神經語言學和認知科學等領域來說是“劃時代”且“關鍵”的。後來，卡爾·韋尼克（以他命名的韋尼克區），提出了在大腦不同區域對不同語言任務的特化，布羅卡區驅動語言產出，韋尼克區處理聽覺言語理解。布羅卡和韋尼克的發現建立起失語症研究的領域和語言可以通過檢查大腦物理特性進行研究的想法。失語症研究也基於二十世紀德国神经学家科比尼安·布洛德曼的研究而發展，布洛德曼拓譜了腦表層，並以其細胞和功能差異分為數個區域，這些區域被稱作“布洛德曼分区”並在神經語言學中廣泛使用。
“神經語言學”一詞的出現歸因於Edith Crowell Trager、Henri Hecaen和Alexander Luria，在20世紀40年代末和50年代;Alexander Luria的作品“神經語言學的問題”很可能是第一本使用神經語言學的書籍。20世紀70年代Harry Whitaker在美國普及神經語言學，並於1974年的創立期刊“腦與語言”
雖然失語症研究是神經語言學的歷史核心，近年來領域大大拓寬，這要部分歸功於新的腦成像技術（如PET和fMRI）技術和對時間敏感的電生理技術（EEG和MEG），可以在人們從事各種語言任務時顯出大腦的活動模式；在1980年發現的N400讓電生理技術成為語言研究的一個可行的方法，N400是大腦對語言語義理解的反應證明。N400是第一個確立和語言相關的大腦反應，並且因N400的發現EEG和MEG已經越來越廣泛地用於進行語言研究。

## 神經語言學作為一門學科

### 與其他領域的互動
神經語言學和心理語言學密切相關，兩者皆旨在通過實驗心理學的技術來闡明語言的認知機制，今日心理語言學和神經語言學間理論經常互相引述，且兩領域間也互動頻繁。
神經語言學大部分的研究涉及測試和評估由心理語言學家和理論語言學家提出的理論。在一般情況下，理論語言學家提出模型來解釋語言的結構和信息語言如何被組織，心理語言學家提出模型和算法來解釋語言信息是如何在頭腦中進行處理，神經語言學分析大腦活動來推斷結構生物（人口和網絡神經元）如何進行的心理語言學上的處理運算。例如，在句子處理實驗所用的ELAN，N400和P600大腦反應，研究大腦如何反應句子處理模式不同的心理語言學家，如Janet Fodor和Lyn Frazier提出的“序列”模組，Theo Vosse和Gerard Kempen的“統一模組”。神經語言學家還可以通過“從神經語言結構的知識推導”做出有關腦生理學對語言組織的預測。
神經語言學在語言學所有領域皆有研究發展;下列的表會展示神經語言學在語言學領域中的研究。
| 次領域         | 描述                                 | 神經語言學研究問題                                                             |
| -------------- | ------------------------------------ | ------------------------------------------------------------------------------ |
| 語音學         | 說話聲音的研究                       | 腦是如何從聲學訊號中提取出對話，腦如何區分對話和背景噪音                       |
| 音韻學         | 發音規律的研究                       | 特定語言的語音系統如何在大腦中表示                                             |
| 構詞學和詞彙學 | 研究詞彙的結構，並如何存儲在內部詞彙 | 大腦是如何存取字彙                                                             |
| 句法學         | 研究句子的構造                       | 大腦是如何結合的單字成為單元和句子；在符合文法的句子中結構和語意是如何被理解的 |
| 語義學         | 研究意義是如何寫入語言               | 大腦是如何結合的單字成為單元和句子；在符合文法的句子中結構和語意是如何被理解的 |

### 關注的主題
神經語言學研究的主題中，包括語言信息處理，語言處理如何隨著時間的推移變化，大腦結構是如何與習得語言和學習語言，以及神經生理學如何幫助語言病理學的研究。

#### 語言過程的側化
在神經語言學許多研究中，如布洛卡和韋尼克氏早期的研究，調查了大腦內特定的語言“模塊”的位置。研究問題包括語言信息如何經過大腦處理，特定地區是否不專注於處理特定種類的信息，不同腦區與語言如何互動，大腦在受試者使用第一或其他語言時如何激發不同區域。

#### 語言處理的時間過程
神經語言學研究的另一區域包括使用電生理技術來分析語言的處理。大腦活動的時間順序可能反映語言處理過程中經歷了分立計算過程的特定模式;例如，神經語言學理論提出三個大腦反應（ELAN、N400、P600和）是在處理句法和語義三個不同的步驟。

#### 語言習得
另一個主題是大腦結構和語言習得的關係。研究在第一語言習得已經確立所有的嬰兒經歷的相似語言環境且可預測的階段（如牙牙學語），某些神經語言學研究試圖找到語言發展階段和大腦發育的階段之間的相互關係，其他研究調查的如第二語言習得過程中發生，當大人學習新語言的物理變化（稱為可塑性）。神經可塑性在第二語言習得和語言學習時可被觀察，這些語言習得的結果可能會讓兒童，年輕人和老人灰質和白質的增加。

#### 語言病理學
經語言學技術也用於研究疾病和語言障礙如失語和誦讀困難——和它們與大腦的物理特性之關聯。

## 使用技術
由於此領域的焦點之一是語言學和心理語言的模型測試，用於實驗的技術和神經語言學的研究高度相關。現代腦成像技術，大大促進了語言機制的認識。在神經語言學用於腦成像的方法可以被分類成直接刺激皮質，血流動力學的方法，電生理學方法。

### 血流動力學
血流動力學技術是利用大腦運作時，血液和供給氧被發送至該區域（所謂的血氧水平依賴性或BOLD反應）。類似技術包括PET和fMRI的。這些技術提供的高空間分辨率  ，使研究人員能夠精確定位大腦內活動的位置；而在時間分辨率  （或大腦活動的定時信息）較差，因為BOLD反應的發生多慢於語言處理除了示範其大腦的部分可能有語言任務的特化，血流動力學的方法也被用於證明大腦的語言架構和語言有關的啟動分佈可以通過時間改變，可以做為語言接觸量的函數。
除了PET和磁共振成像，其顯示大腦區域由某些任務啟動，研究人員還使用擴散張量影像（DTI），表明連接不同腦區的神經通路，從而提供深入了解不同區域互動。功能性近紅外光監測（fNIRS）是在語言任務使用的另一種血液動力學方法。

### 電生理學

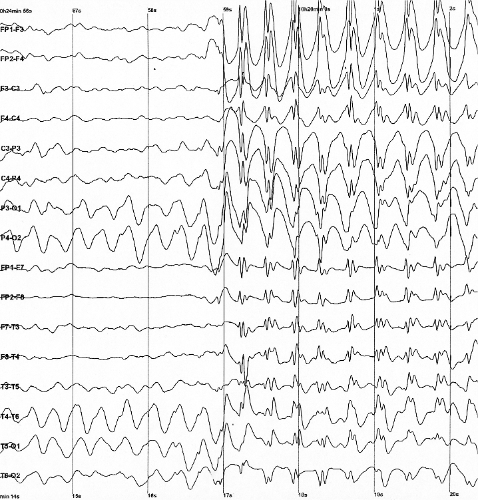
Brain waves recorded using EEG

電生理技術採取的是，偵測腦神經元啟動所創建的電極或電流。EEG使用在頭皮上的傳感器，而MEG測量由這些電流產生的磁場。除了這些非侵入性的方法，EEG也已經用於研究語言處理。這些技術能夠提供優異的時間分辨率，這是在研究語言理解和生產過程很重要的。另一方面，腦活動的地點可能難以在EEG識別；因此，該技術主要用於語言過程如何進行的，而不是在哪進行  。使用EEG和MEG的研究主要集中在事件相關電位（ERPs），這是回應特定刺激明顯的腦反應（通常表現為神經活動曲線圖的負或正峰）。研究採用集中在ERP的延遲（刺激後ERP峰值多久後會變化），振幅  （峰的高低），或測繪  （由在頭皮上的ERP反應傳感器擷取）。一些重要的和常見的ERP包括N400（在大約400毫秒延遲產生的消極性），MMN，早期左前消極（早期延遲和在左前產生的消極拓樸圖）P600，和單側準備電位。

## 實驗設計

### 實驗技術
神經語言學家採用各種實驗技術，以利用腦成像得出關於語言在腦中的表示方式。這些技術包括減法範例，MMN  ，違反性研究，各種形式的促發  ，以及腦的直接刺激  。

#### 減法
許多的語言研究，特別是在功能磁共振成像使用減法模式，在監測大腦活動中，處理涉及語言的任務加上非語言任務的過程。例如，使參與者讀單詞，可以比較基準的激活，而參與者讀的隨機字母串（在企圖孤立激活相關詞彙的處理，在實際單詞的處理），或激活而參與者閱讀語法复句可以比基線激活，而參與者閱讀簡單的句子。

#### 不匹配負向波
不匹配負向波（MMN）是神經語言學實驗中經常使用的ERP的組成部分。這腦電生理學反應發生在受試者聽到在一組感知相同標準中的不同刺激（如在序列sssssssddssssssdsssss d）。由於MMN反應於“不同”刺激，它被用來測試發言者如何感知的聲音和規則的刺激。例如，由Colin Phillips和同事的標誌性研究中使用的MMN作為證據，科目，當用一系列語音呈現的聲音與聲學參數，感知所有的聲音作為任/噸/或/天/儘管聲學的變異性，這表明人腦具有抽象音素表示第S——換句話說，在受試者“聽”不特定聲學特徵，但只有抽象音素。此外，MMN已被用於研究句法處理和單詞類別的識別。

#### 違反性研究

An event-related potential

在神經語言學許多研究利用異常或違反句法和語義的規則作為實驗刺激，當遇到受這些違反行為時分析大腦的反應。例如，句子開頭的短語，如the garden was on the worked  ，這違反了英文詞組結構規則，引發大腦的反應稱為早期左前負波（ELAN）。違反性實驗至少自1980年起，當Kutas和Hillyard首次表示的ERP的語義違反引起的N400的效果。利用同樣的方法，1992年，Lee Osterhout發現了P600對句法異常的反應。違反性研究設計也已用於血流動力學研究（磁共振成像和PET）：例如，Embick和同事，使用語法和拼寫違反來調查fMRI中大腦處理句法的位置。另一個常見的違反性實驗是在同一個句子結合兩種違反行為，從而研究對語言處理的交互過程;這種類型的交叉違反的研究已被廣泛用於研究當人們看到或聽到的句子時，句法和語義的交互。

#### 促發
在心理語言學和神經語言學，促發指受試者能快速認知到一個被呈現的字的相關詞彙或構詞部件（即類似的部件組成）。如果呈現給受試者一個“促發”字，如醫生  ，然後一個“目標”字，如護士  ，如果有快於平常的反應時間，實驗者可以假設在大腦中出現醫生時，護士也會被汲取。促發用於調查關於大腦中的詞彙存儲和檢索，及如何處理結構複雜的句子。

#### 刺激
穿顱磁刺激（TMS），一個新的非侵入性技術，使用從外部施加到大腦強大的磁場。這是大腦活動的特定控制方法，能夠模仿失語症症狀同時給予研究者對檢查對象的腦做出準確控制。因此，它可以取代直接微創手術，便不用要求該受試者執行直接腦部手術（如癲癇手術）。TMS和直接皮層刺激的原理類似於失語症的產生：如果一個特定的語言功能受損時，同時把大腦的特定區域無效化，則該區域必定是以某種方式和該語言功能牽連。少數神經語言學研究迄今已經使用TMS；直接皮層刺激和皮質記錄（使用直接放置在大腦上的腦電極紀錄）多在用於與獼猴行為和人類大腦的相關性預測

### 受試者任務
在許多神經語言學的實驗中，受試者不只是簡單地坐下來聆聽或觀賞刺激，也被指示回應刺激來執行某種任務。一個常見的例外是使用MMN的研究，其中受試者往往受指示觀看無聲電影或不積極留意刺激。例如：
- Pulvermüller, Friedemann; Assadollahi, Ramin. . Journal of Cognitive Neuroscience. 2007-06-01, 19 (6): 971–980  [2022-01-12]. ISSN 0898-929X. PMID 17536967. doi:10.1162/jocn.2007.19.6.971. （原始内容存档于2021-10-02） （英语）.
- Pulvermüller, Friedemann; Shtyrov, Yury. . NeuroImage. 2003-09, 20 (1): 159–172  [2022-01-12]. PMID 14527578. doi:10.1016/S1053-8119(03)00261-1. （原始内容存档于2019-05-22） （英语）.

受試者執行這些任務時同時受到紀錄（電或血流動力學），通常是為了確保他們有關注刺激來源。至少有一項研究已經表明，任務確實對受試者的大腦反應和實驗結果有影響。

#### 詞彙決定
詞彙決定任務涉及受試者看到或聽到一個孤立的單詞，並回答它是否是一個真正的單詞。它經常在促發研究中使用，因為受試者會對已知詞彙決定更快速（如在“醫生”促發“護士”）。

#### 語法性的判斷，可接受度的判斷
許多研究，特別是違反性研究，受試者會決定“可接受度”（是一般文法接受或語義接受）。這樣的任務通常被用來“確保受試者是專心和[區分]句子的可接受度”。
實驗證據表明，給受試者的說明刺激可以影響受試者的大腦反應。一項實驗表明，當受試者被指示判斷“可接受”的句子，他們沒有表現出N400大腦反應（通常與語義相關聯的回應），但當他們被指是忽略文法只管句子的合理度時N400便會產生反應。”

#### 觸發確認測驗
一些研究採用“觸發確認”的任務，而不是一個明顯的可接受性判斷;在這個範例中，每個實驗句子後有一個“觸發詞”，受試者必須回答觸發單詞是否出現在句子中。如可接受性判定的任務，可確保受試者正在閱讀或專心，且可避免一些額外的處理要求，同時可以在任何研究中被使用。

#### 真值判斷
受試者可能會被指示不判斷句子是否在文法或邏輯上可以接受，而是由句子所表達的命題來判斷是真還是假。這個測驗是在心理語言學研究兒童語言中常用的。

#### 主動分心和雙任務
一些實驗給受試者們“分心”的實驗，確保受試者不自覺地重視實驗的刺激;以測試大腦中一定的計算是否是自動進行，無論該受試者是否致力於注意來源。例如，受試者一耳聽非語言的音調（長聲和嗡嗡聲）另一耳聽對話，當他們認為在聲調有變化時按下按鈕;這理應引起受試者明確地重視語法的刺激。受試者表現出非配對誘發電位（MMN）無論如何，這表明語法錯誤的處理是自動發生，或至少該受試者無法自覺來自語音的刺激來分離他們的注意力。
實驗的另一個相關的形式是雙任務實驗中，受試者必須執行額外的任務（如按順序敲手指或發出無意義音節），同時應對語言刺激;這種實驗已被用於研究語言處理的工作記憶。

## 延伸阅读
- Ahlsén, Elisabeth. . John Benjamins Publishing. 2006-01-01: 212. ISBN 978-90-272-3233-5 （英语）.
- Moro, Andrea. . MIT Press. 2010-08-13: 257. ISBN 978-0-262-29698-4 （英语）.
- Stemmer, Brigitte; Whitaker, Harry A. . Elsevier Science. 1998: 788. ISBN 978-0-12-666055-5 （英语）.
- Some relevant journals include the Journal of Neurolinguistics （页面存档备份，存于） and Brain and Language （页面存档备份，存于）. Both are subscription access journals, though some abstracts may be generally available.